# Невмержицкий, Иван Александрович
Ива́н Алекса́ндрович Невмержи́цкий (31 мая 1984, Чусовой, Пермская область) — российский саночник. Пятикратный серебряный призёр чемпионата России, обладатель бронзовой медали Кубка России, многократный призёр Кубка наций. Мастер спорта России международного класса.

## Биография
Иван Невмержицкий родился 31 мая 1984 года в городе Чусовой, Пермская область. Выступал от спортивного общества «Динамо». В 2000 году прошёл отбор в национальную команду и стал выступать в паре с земляком Владимиром Прохоровым. На чемпионате России 2002 года завоевал серебряную медаль в программе двухместных саней, в следующем сезоне повторил это достижение, а также взял серебро в командных состязаниях, тогда как на Кубке России завоевал бронзу. В сезоне 2004/05 дебютировал на этапах взрослого Кубка мира, сразу же заняв в общем зачёте четырнадцатую позицию, кроме того, вновь удостоился серебряной награды национального первенства.
На чемпионате Европы 2007 года в итальянской Чезане сумел закрыть десятку сильнейших, показав свой лучший результат на этих соревнованиях, тогда как на мировом первенстве был тринадцатым. В начале сезона 2010/11 Невмержицкий сломал руку, пришлось пропустить ряд тренировок, в результате их двойка отстала в разгоне и физической подготовке. Планировалось, что они проведут сезон в составе сборной Норвегии с целью популяризации санного спорта в этой стране, однако в самый последний момент норвежская федерация отказалась от этого соглашения. В феврале 2011 года одержал победу на этапе Кубка наций, установив рекорд на домашней трассе в Парамоново.
На чемпионате мира 2012 года в немецком Альтенберге занял седьмое место, и это лучшее его достижение на мировых первенствах. Существенное улучшение результатов спортсмен объясняет хорошей обстановкой в сборной: «Инвентарь, экипировка, транспорт — все на высшем уровне. Прежде обходились тем, что есть, остатками. Теперь же жаловаться на условия не приходится». Планирует поучаствовать в заездах Олимпийских игр 2014 года в Сочи и побороться там за первое место. В свободное время на любительском уровне занимается горнолыжным спортом.